# Notropis mekistocholas
Notropis mekistocholas är en fiskart som beskrevs av Snelson, 1971. Notropis mekistocholas ingår i släktet Notropis och familjen karpfiskar. IUCN kategoriserar arten globalt som akut hotad. Inga underarter finns listade i Catalogue of Life.